# Johann Scheible

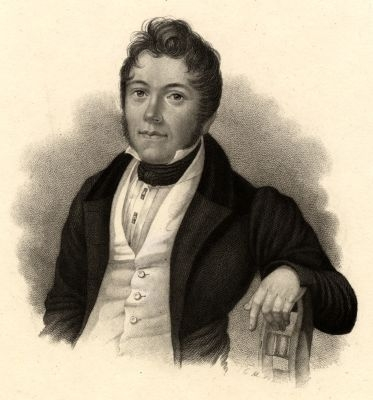
Johann Scheible (um 1850)

Johann Scheible (* 9. Juli 1809 in Ulm; † 15. August 1866 in Stuttgart) war ein deutscher Verleger, Herausgeber und Antiquar. Er publizierte auch unter den Pseudonymen Demokritos und Willibald Cornelius.
Johann(es) Scheible wurde am 9. Juli 1809 als Sohn des Buchdruckers Johann Ulrich Scheible und seiner Frau Sibylla Barbara geb. Erdmannsdörfer in Ulm geboren und am 10. Juli im Münster getauft. Er heiratete 1844 Therese Bührlen (1818–1892), die Tochter des Kanzleirats und Schriftstellers Friedrich Ludwig Bührlen (1777–1850).
Scheible ist vor allem als Herausgeber mehrerer Reihen mit Schriften zu Themen der Magie, zur Volkskunde, sowie Sammlungen deutscher Volksbücher (insbesondere der Volksbücher und anderer Schriften der Faust-Literatur) von Bedeutung. Vor allem die Sammlung Das Kloster wird in der Forschung vielfach als Quelle genannt. Die Reihen erschienen jeweils im Verlag Scheible in Stuttgart.
Scheible gehörte zu den ersten, die Kurzgeschichten des US-amerikanischen Schriftstellers Edgar Allan Poe in deutscher Übersetzung veröffentlichten: 1859 erschien der Band Erstaunliche Geschichten und unheimliche Begebenheiten, 1861 gefolgt von Unbegreifliche Ereignisse und geheimnissvolle Thaten.
Die von Scheible herausgegebenen Reihen:
- Das Kloster: weltlich und geistlich; meist aus der ältern deutschen Volks-, Wunder-, Curiositäten- und vorzugsweise komischen Literatur; zur Kultur- und Sittengeschichte in Wort und Bild. 1845–1850. Die Bände der Reihe werden jeweils als (Kloster-)Zelle mit Zellennummer bezeichnet.
  - 1: Volksprediger, Moralisten und frommer Unsinn: Sebastian Brands Narrenschiff mit Geilers von Kaisersberg Predigten darüber und Thomas Murner's Schelmenzunft, vollständig nach den alten Drucken und ihren bildlichen Darstellungen. 1845.
  - 2: Doctor Johann Faust. 1: I. Faust und seine Vorgänger (Theophilus, Gerbert, Virgil etc.); II. Georg Rudolf Widman’s Hauptwerk über Faust; III. Faust's Höllenzwang; IV. Wortgetreuer Abdruck der ersten Auflage des ersten Buchs über Faust, von 1587. (Bisher im Zweifel gezogen, nun aufgefunden). 1846.
  - 3: Doctor Johann Faust. 2: Christoph Wagner, Faust's Famulus. Don Juan Tenorio von Sevilla; die Schwarzkünstler verschiedener Nationen und die Beschwörer von Hölle und Himmel um Reichthum, Macht, Weisheit und des Leibes Lust., 1846.
  - 4: Der Theuerdank : nach der Ausgabe von 1519; Thomas Murners Schriften und sein Leben, nebst dessen Narrenbeschwörung und der Spottschrift: Ob der König von England ein Lügner sey oder Luther. 1846.
  - 5: Doctor Johann Faust. 3: Die Sage vom Faust bis zum Erscheinen des ersten Volksbuches, mit Literatur und Vergleichung aller folgenden; Faust auf der Volksbühne, in den Puppen- oder Marionettenspielen; Zauber-Bibliothek des Magiers: Höllenzwang. – Drei- und vierfacher Höllenzwang. – Der große Meergeist. – Wunderbuch. – Der schwarze Rabe. – Geister-Commando.– Praxis magica. – Schätzeheber u.s.w. 1847.
  - 6: Die gute alte Zeit. 1: Zur Geschichte hauptsächlich des Stadtlebens, der Kleidertrachten, des Hauswesens, der Kinderspiele, Tanzfreuden, Gaukler, Bankette, Frauenhäuser, magischen Mittel, Kirchenfeste, Pilgerfahrten etc. Aus Wilhelm von Reinöhls handschriftlichen und artistischen Sammlungen. 1847.
  - 7: Friedrich Nork: Der Festkalender : enthaltend: Die Sinndeute der Monatszeichen, die Entstehungs- und Umbildungsgeschichte von Naturfesten in Kirchenfeste, Schilderung der an denselben vorkommenden Gebräuche und Deutung ihrer Sinnbilder; Charakteristik der an den 366 Tagen des Schaltjahrs verehrten Blutzeugen und Glaubenshelden mit Wort und Schwert; Deutung vieler Wundererzählungen, etc. 1847.
  - 8: Johann Fischart Geschichtklitterung und Aller Praktik Großmutter; Thomas Murner's Gäuchmatt, nebst mehreren Satyren wider ihn: Concilium und Reichstag von Utz Eckstein, Novella u.s.w.. 1847.
  - 9: Friedrich Nork: Mythologie der Volkssagen und Volksmärchen : eine Darstellung ihrer genetischen Entwicklung. 1848.
  - 10: Johann Fischarts Flöhhatz, Weibertratz, Ehezuchtbüchlein, Podagrammisch Trostbüchlein sammt zehen kleineren Schriften; Thomas Murners Vom Lutherischen Narren, Kirchendieb- und Ketzerkalender, und sieben Satyren wider ihn: Karsthans, Murnarus, Leviathan u.s.w. 1848.
  - 11: Doctor Johann Faust. 4: Die Geschichte vom Faust in Reimen nach dem einzigen bekannten Exemplar von 1587 in der Bibliothek zu Kopenhagen; Wie deutschen Volksbücher von Faust und Wagner; und die Historien von den Zauberern Baco, Zyto, Bruder Rausch und vielen Andern. 1849.
  - 12: Friedrich Nork: Die Sitten und Gebräuche der Deutschen und ihrer Nachbarvölker : mit Bezugnahme auf Mythen und Volkssagen. 1849.

- Bibliothek der Zauber-, Geheimniß- und Offenbarungs-Bücher und der Wunder-Hausschatz-Literatur aller Nationen in allen ihren Raritäten und Kuriositäten:
  - 1–5: Doktor Johannes Faust's Magia naturalis et innaturalis oder Dreifacher Höllenzwang, letztes Testament und Siegelkunst. Nach einer kostbar ausgestatteten Handschrift in der Herzoglichen Bibliothek zu Koburg herausgegeben in 5 Abtheilungen. 1849.
  - 6: Das sechste und siebente Buch Mosis : das ist: Mosis magische Geisterkunst, das Geheimniß aller Geheimnisse; wort- und bildgetreu nach einer alten Handschrift. 1849.
  - 7–8: Die Nachtseite der Natur oder Geister und Geisterseher. Von Catherine Crowe. Nach der zweiten englischen Ausgabe übersetzt von Carl Kolb. 1849.
  - 9–10: Die erstaunlichen Bücher des großen Arztes, Sehers und Schicksals-Propheten Nostradamus. In's Deutsche übertragen und dem Verständnisse aufgeschlossen von Eduard Roesch. 1850.
  - 11–12: Die sibyllinischen Orakel oder die Aussprüche und Weissagungen der alten Sibylle über die Vergangenheit, Gegenwart und Zukunft der Welt. Aus alten Schriften in deutscher Uebertragung mit Einleitung und erläuternden Anmerkungen von Richard Clemens. 1851.
  - 13–14: Doctor Faust's Bücherschatz. 1851.
  - 15: Die sympathetisch-magnetische Heilkunde in ihrem ganzen Umfange : oder die Lehre von der Transplantation der Krankheiten, die Amulete, die Signaturen u.s.w. zum ersten Male ausführlich nach den Schriften der Paracelsisten erläutert und mit einer reichhaltigen Sammlung von Vorschriften zu sympathetischen Kuren ausgestattet. 1851.

- Kleiner Wunder-Schauplatz der geheimen Wissenschaften, Mysterien, Theosophie, göttlichen und morgenländischen Magie, Naturkräfte, hermetischen und magnetischen Philosophie, Kabbala und andern höhern Kenntnisse, Divination, Offenbarung, Vision, Combination und schwer begreiflichen Thatsachen. Nach alten Hand- und Druckschriften und Erscheinungen der Neuzeit. Zugleich als Beiträge zur Geschichte der Kultur und Literatur, des Mysticismus, der religiösen Sekten, geheimen Ordensverbindungen und dahin bezüglichen Curiositäten.
  - 1: Hermetis Trismegisti Einleitung ins höchste Wissen: von Erkenntniß der Natur und des darin sich offenbarenden großen Gottes. 1855.
  - 2: Ferdinand Santanelli's Geheime Philosophie oder Magisch-magnetische Heilkunde: eine Erklärung der wunderbaren Erscheinungen des Magnetismus und Einleitung in die verborgensten Geheimnisse der Natur. 1855.
  - 3: Drei Bücher der magnetischen Heilkunde, worin sowohl die Theorie und Praxis dieser Wissenschaft enthalten ist, viele geheime Naturwunder geoffenbart, die bisher unbekannten Wirkungen des Lebensgeistes enthüllt und die Fundamente dieser ganzen verborgenen Kunst mit den stärksten, auf Erfahrung gestützten Beweisgründen dargestellt werden. Den Liebhabern der geheimen Philosophie gewidmet von dem Verfasser William Maxwell, schottisch-britischem Arzte. Herausgegeben von Georg Frank, Med. und Phil. D. Dekan und Senior der medicinischen Facultät, Rector der Universität Heidelberg etc. Aus dem Lateinischen. 1855.
  - 4: Die Cabbala des Heinrich Cornelius Agrippa von Nettesheim: vollständig aus dessen Werke: ‚De occulta philosophia‘ und mit der Ansicht eines alten Esoterikers über Schöpfung durch Zahlen und Worte als Vorwort versehen. 1855.
  - 5–6: Die Mysterien des Schlafes und Magnetismus, oder Physiologie des natürlichen und magnetischen Somnambulismus in Erzählungen und Anekdoten. Die Physik des Tischrückens, natürliche Erklärung der dabei vorkommenden Bewegung. Von A. Debay. Aus dem Französischen. 1855.
  - 7–11: Heinrich Cornelius Agrippa's von Nettesheim Magische Werke sammt den geheimnißvollen Schriften des Petrus von Abano, Pictorius von Villingen, Gerhard von Cremona, Abt Tritheim von Spanheim, dem Buche Arbatel, der sogenannten Heil. Geist-Kunst und verschiedenen anderen. Zum ersten Male vollständig in's Deutsche übersetzt. 5 Theile, 1856.
  - 12: Heinrich Heine, der Unsterbliche. Eine Mahnung aus dem Jenseits. Nur Tatsächliches, keine Dichtung. 1857.
  - 13: Teleskop des Zoroasters oder Schlüssel zur großen wahrsagenden Kabala der Magier.1857.
  - 14: Theoretischer und praktischer Unterricht über das Buch Thot oder über die höhere Kraft, Natur und Mensch, mit Zuverlässigkeit die Geheimnisse des Lebens zu enthüllen und Orakel zu ertheilen, nach der Egypter wunderbaren Kunst. 1857.

- Der Schatzgräber in den literarischen und bildlichen Seltenheiten, Sonderbarkeiten etc. hauptsächlich des deutschen Mittelalters. 1846–1848
  - 1: Die Sage von Doctor Johannes Faust, von Heinrich Düntzer. 1846.
  - 2: Flagellum salutis; oder, Heilung durch Schläge in allerhand schweren Krankheiten von Paullini. (Nach der Auflage von 1698). Wunderbare Kuren durch Musik. Von F. E. Niedten. Lebensverlängerung bis auf 115 Jahre durch den Hauch junger Mädchen. 1847.
  - 3–4: K. F. Paullini's heilsame Dreck-Apotheke. Band 1: Wie nemlich mit Koth und Urin die meisten Krankheiten und Schäden glücklich geheilet worden. Nach der vollständigsten Auflage von 1714. Band 2: Von dem Nutzen des Geißelns in medizinischer und physischer Beziehung. 1847.
  - 5: Die Baseler Todtentänze in getreuen Abbildungen: Nebst geschichtlicher Untersuchung, so wie Vergleichung mit den übrigen deutschen Todtentänzen, ihrer Bilderfolge und ihren gemeinsamen Reimtexten. Sammt einem Anhange: Todtentanz in Holzschnitten des fünfzehnten Jahrhunderts. 1847.
  - 6–8: Die deutschen Volksbücher von Johann Faust, dem Schwarzkünstler, und Christoph Wagner, dem Famulus. Von Karl Alex. Freiherrn v. Reichlin-Meldegg. 1848.
    - Band 1: Ursprung, Inhalt und Bedeutung des ältesten Faustbuches.
    - Band 2: Die spätern Darstellungen der Faustsage in Deutschland. Verbreitung der Faustsage außerhalb Deutschlands. Die angeblichen Schriften des Schwarzkünstlers Faust. Christoph Wagner, der Famulus. Ursprung, Zeit und Charakter der Sage von Christoph Wagner. Die Sage von Christoph Wagner, dem Famulus von 1593. Verbreitung der Wagnersage und spätere Nachahmungen der Faust- und Wagnergeschichte.
    - Band 3: Die dichterischen Darstellungen der Faustsage, Schluß und Anhänge.

Als Antiquar hatte Scheible Schwerpunkte in den Bereichen Magie, Erotica und Kuriosa.